# Миграция капитала
Миграция капитала — движение капитала из одной отрасли в другую внутри страны (внутренняя миграция) или движение капитала из одной страны в другую (международная миграция капитала).
Целью движения капитала является получение более высокой нормы прибыли.

## Внутренняя миграция капитала
Внутренняя миграция капитала представляет собой приливы и отливы капитала из одних отраслей национальной экономики в другие. Внутренняя миграция капитала приводит к выравниванию нормы прибыли на вложенный капитал на предприятиях различных отраслей национального хозяйства.
Причинами внутреннего движения капитала могут быть:
- открытие и освоение новых видов ресурсов на территории страны, в частности месторождений полезных ископаемых;
- созданием государством определённых льгот с целью реализации национальных программ экономического и социального развития отдельных территорий;
- другие причины.

## Международная миграция капитала
Международная миграция капитала (ММК) представляет собой одну из форм международных экономических отношений, получившей ускоренное развитие, начиная со второй половины двадцатого века, и является в настоящее время определяющим элементом в функционировании мировой экономики, развитии других форм международных хозяйственных связей. 
«Экономическое различие между колониями и европейскими народами — по крайней мере, большинством последних — состояло прежде в том, что колонии втягивались в обмен товаров, но еще не в капиталистическое производство. Империализм это изменил. Империализм есть, между прочим, вывоз капитала. Капиталистическое производство всё более и более ускоренно пересаживается в колонии» (Ленин).

### Причины международной миграции капитала
В рамках международной миграции капитала различают экспорт, или вывоз капитала, и импорт, или ввоз капитала. Каждая сторона в международной миграции капитала старается извлечь свои выгоды от экспорта или импорта капитала.
Чистый отток капитала — разность между совокупным объемом оттока капитала за границу и притоком капитала в страну из-за границы.
Экспортёр капитала старается получить бо́льшую норму прибыли на вложенный капитал в другой стране или получить другие экономические или политические выгоды. Причинами экспорта капитала также могут быть:
- Неравномерность накопления капитала в различных странах и появление относительного избытка капитала на некоторых национальных рынках;
- Невозможность эффективного вложения капитала или вложение его по высокой норме прибыли;
- Наличие таможенных барьеров, которые препятствуют экспорту товара, что приводит к замене экспорта товаров экспортом капитала для проникновения на товарные рынки;
- Приближение производителей к источникам сырья;
- Другие причины

Импортёр капитала также может преследовать экономические (привлечение капитала для развития определённых отраслей и производств, освоения природных ресурсов, повышении занятости населения, создания предпосылок для дальнейшего экономического роста) или политические выгоды. В частности причинами импорта капитала могут быть:
- Ввоз капитала из-за рубежа открывает возможности для развития новых производств, модернизации и расширения производства продукции, которая имеет значительный спрос;
- Внедрение мировых научно-технических достижений;
- Расширение или увеличение количества рабочих мест;
- Другие причины

### Формы международной миграции капитала
В рамках международной миграции капитала происходит изъятие части капитала из национального оборота одной страны и перемещение его в производство и обращение в другой стране. Перемещение капитала может осуществляться в товарной или денежной форме. Товарная форма движения капитала представляет собой экспортные кредиты, а также вклады в уставной капитал создаваемого или покупаемого за рубежом предприятия, фирмы в виде различных активов: машин, оборудования, транспортных средств, зданий.
С другой точки зрения ММК осуществляется в форме движения предпринимательского и ссудного капитала. Предпринимательский капитал может быть реализован путём организации (создания, или покупки) дочерних предприятий, филиалов или смешанных обществ, совместных предприятий.
Предпринимательский капитал выступает в форме прямых или портфельных инвестиций.
Миграция ссудного капитала представляет собой предоставляемые на определенный срок, то есть взаймы, средства с целью получения процентов по вкладам, займам и кредитам. Ссудный капитал выступает в виде банковских депозитов, средств на счетах других финансовых институтов, займов, облигаций, краткосрочных и долгосрочных кредитов.
Ссудный капитал может быть государственным (официальным) и негосударственным (частным). Ссудный капитал может быть также представлен капиталом международных финансовых организаций: Всемирного банка, Международного валютного фонда, других региональных международных финансовых организаций.
Ссудный капитал, привлекаемый из официальных и частных источников, может быть направлен для пополнения валютных резервов, покрытия бюджетного дефицита, обслуживания внешнего и внутреннего долга, осуществления мер макроэкономической стабилизации и структурных изменений, на социальные выплаты, закупки товаров в условиях товарного дефицита и другие нужды. Ссудный капитал в виде краткосрочных и долгосрочных синдицированных кредитов, предоставляемых синдикатом банков-кредиторов, используют и частные заёмщики.
Такого рода движение ссудного капитала зачастую весьма подвижно, часто связано с изменением или предстоящим изменением курса валют, изменением процентной ставки и других экономических условий и поэтому получили название «горячих денег». Значительное перемещение «горячих денег» в поисках лучших условий приложения может резко ухудшить состояние платежного баланса и вызвать кризис валюты данной страны.
Таким образом, международная миграция капитала может оказывать важное влияние на платежный баланс страны.

### Регулирование миграции капитала
В связи с тем, что миграция капитала оказывает существенное влияние на экономическое развитие страны, она регулируется государством. Методами такого регулирования являются валютные ограничения и валютный контроль.
В последние годы в большинстве развитых стран преобладающей тенденцией является отмена и снятие ограничений на международное движение капитала благодаря соглашениям в рамках Всемирной торговой организации (ВТО), принятию Кодекса либерализации Организацией экономического сотрудничества и развития (ОЭСР), Европейской энергетической хартии.